# ストロンチウム90
ストロンチウム90はストロンチウムの同位体の一種であり、その質量数が90のものを指す。天然ストロンチウムに存在する安定同位体(84Sr, 86Sr, 87Sr, 88Sr)より中性子過剰であるためβ不安定核となり、放射性同位体である。
ウランやプルトニウムの核分裂生成物として数%程度生成し、高レベル放射性廃棄物やいわゆる死の灰中に多量に含まれる。

## 放射性崩壊
ストロンチウム90は中性子過剰であるためβ崩壊により90Y(イットリウム)を生成し、これはさらにβ崩壊して安定な90Zr(ジルコニウム)となる。純粋な90Srは初期には90Yを殆ど含まないが次第に増加し1ヶ月程度で放射平衡に達し、約3900分の1の90Yを定常的に含むようになる。
半減期は28.79年であり、1グラムのストロンチウム90の放射能強度は5.11×1012ベクレルとなるが、続いて半減期の短い（64時間）娘核種の90Yの崩壊を伴うため最終的にはこの2倍となる。90Yのβ崩壊エネルギーは2279.783±1.619 keVと、90Srの545.908±1.406 keVよりもかなり高く、より透過性の高いβ線を放射し危険性も高い。その透過力は厚さ1cmの水で遮蔽出来ないほどであり、体内に取り込まれると充分に細胞を損傷し得る。
{\displaystyle \mathrm {^{90}_{38}Sr\ {\xrightarrow[{28.79\ years}]{\beta ^{-}\ 0.5459\ MeV}}\ _{39}^{90}Y\ {\xrightarrow[{64.053\ hours}]{\beta ^{-}\ 2.280\ MeV}}\ _{40}^{90}Zr} }

## 存在
自然界には殆ど存在しないが、稀に起きる天然ウランの自発核分裂により痕跡量が存在する。現在環境中で検出されるストロンチウム90は殆どが過去における核実験による放射性降下物の残留物である。1950年代から1960年代にかけて盛んに核実験が行われたため、半減期の約2倍の期間が経過した2011年でも当時環境中に放出された90Srの約1/4が残存していることになる。ストロンチウムの単体は極めて反応活性な金属で、水とさえ激しく反応して水素を発生するため環境中において単体としては存在し得ず、常に水中や化合物中のイオン(Sr2+)として存在する。

## 生成
ウラン235が減速中性子により核分裂を起こすと質量数が90-100付近および130-145付近の分裂断片を生成する。これらの分裂断片はより質量数の大きな原子核由来のものであるから一般的に中性子過剰であり、β崩壊を繰り返して最終的に安定同位体に移行する。これらの分裂断片およびそのβ崩壊生成物として例えば137Cs、131I、および90Srなどがある。
{\displaystyle {\ce {{^{235}U}+{}^{1}n->{}^{144}{Xe}+{}^{90}{Sr}+2^{1}{n}}}}
| 親核種 | 熱中性子      | 高速中性子    | 14.1 MeV中性子 |
| ------ | ------------- | ------------- | -------------- |
| 232Th  | 核分裂せず    | 7.32 ± 0.36   | 6.2 ± 1.5      |
| 233U   | 6.648 ± 0.073 | 6.39 ± 0.33   | 5.07 ± 0.80    |
| 235U   | 5.73 ± 0.13   | 5.22 ± 0.18   | 4.41 ± 0.18    |
| 238U   | 核分裂せず    | 3.11 ± 0.14   | 3.07 ± 0.16    |
| 239Pu  | 2.013 ± 0.054 | 2.031 ± 0.057 | ?              |
| 241Pu  | 1.510 ± 0.074 | 1.502 ± 0.041 | ?              |

235Uの核分裂により直接生成する90Srの核分裂収率は0.074%に過ぎないが、他に質量数90の生成物としては90Kr（半減期32.3秒）が核分裂収率4.4%と最も多く生成し、次いで90Rb-m（0.71%、半減期4.3分）、90Br（0.55%、半減期1.9秒）、90Rb（0.21%、半減期2.6分）などがあり、これら質量数90の短寿命の核種がβ崩壊して、90Srを生成する。
{\displaystyle \mathrm {^{235}_{}U} +\mathrm {^{1}_{}n} \rightarrow \mathrm {^{144}_{}Ba} +\mathrm {^{90}_{}Kr} +2\mathrm {^{1}_{}n} }
{\displaystyle \mathrm {^{90}_{36}Kr\ {\xrightarrow[{32.3\ seconds}]{\beta ^{-}\ 4.392\ MeV}}\ _{37}^{90}Rb\ {\xrightarrow[{2.6\ minutes}]{\beta ^{-}\ 6.580\ MeV}}\ _{38}^{90}Sr} }
核分裂により89Srも同程度生成し、これはより強いβ崩壊エネルギー1496.866±2.145 keVを持ち放射能強度もはるかに高いが、半減期が50.53日と短くより短期間で消滅して安定な89Yとなる。
1954年にビキニ環礁で行われた水爆実験では多量の放射能が放出され、130km以上離れた場所で操業していた第五福竜丸が死の灰を浴び、乗組員や水揚げされたマグロから検出されたストロンチウム90が脚光を浴びた。
1956年4月16日から17日にかけても、日本各地で高濃度のストロンチウム90を含む放射能雨が観測された。
原子力発電所の事故ではストロンチウム90は、ヨウ素131やセシウム137と比較して化合物の揮発性が低いため比較的漏出しにくいが、1986年のチェルノブイリ原子力発電所事故においては放出が確認され周辺の土壌を汚染した。チェルノブイリ事故で放出された放射能はベクレル数で比較した量的にはストロンチウム90よりもキセノン133、ヨウ素131およびセシウム137の方が多かった。
ストロンチウムはカルシウムと化学的性質が類似するため、動物体内では摂取されると一部は排泄されるものの大部分が骨に取り込まれて体内で90Srおよびその娘核種の90Yがβ線を放出し続ける。崩壊時にγ線は殆ど放出しないが、90Yの崩壊においては極一部、90Zrの励起状態の核種である1.761 MeV順位（スピン0+, 0.01%）および2.186 MeV順位（スピン2+, 1.4×10-6%）への崩壊に進む。また半減期が比較的長いため放射線を長期間に亘って出し続けることになる。特に内部被曝による骨腫瘍の危険性がある。

## 分析
環境中のストロンチウム90を分析する場合、90Sr及びその娘核たる90Yは崩壊時にγ線を殆ど放出せず、固有ガンマ線の直接測定による分析が不可能である。そのため、試料からストロンチウムを化学的に分離してからβ線を測定するという手法を取らざるを得ない。
一般的な手法は、試料溶液から炭酸ストロンチウムの形で沈殿を生成させ塩酸で溶解後、イオン交換樹脂を詰めたカラムで妨害元素を分離し、鉄(III)塩 (Fe3+)とアンモニア水を加えて沈殿する水酸化鉄(III)と共に、共存している娘核種の90Yを共沈させて除く（スカベンジング、掃除して除くという意味）。この濾液を2週間から4週間放置して90Yを充分に生成させ、再び鉄(III)塩とアンモニア水を加えて水酸化鉄(III)と共に90Yを沈殿させて分離し（ミルキング、母牛90Srから牛乳90Yを搾り出すという意味）、この90Yのβ線を測定して90Srの量を算出する。共存していた90Yを一旦除去した後、再びこれを生成させて測定するのは正確を期するためである。なお、分析用溶液の化学処理の際に作業者が被曝する問題を有している。
別な分析方法としては、2013年に福島大学や日本原子力研究開発機構らの研究グループが開発した方法で、高周波誘導結合プラズマ質量分析装置(ICP-MS)を利用し、90Srに特化するものの1検体を20分程度で分析可能である。また、土壌濃度で約5 Bq/kg 程度が検出限界で、且つ自動処理で有るため作業者の被爆を抑制できる特徴がある。
このほかに、液体シンチレーションカウンタを用いる方法で、4 - 5 日程度で分析可能な方法もある。

## 応用
他方でこの高いベータ線エネルギーや長い半減期を利用して、宇宙船、無人気象ステーションおよび航行用ブイの動作用エネルギー源の原子力電池として応用が進められている。